# Sigurd Ragnarsson
Sigurd Ragnarsson, Sigurd Snogöje o Sigurd Serpiente en el Ojo (nórdico antiguo: Sigurðr ormr í auga) era uno de los hijos de Ragnar Lodbrok y Aslaug (o quizás Þóra), pero lo que le distingue de los demás hermanos es que nació con la imagen de uróboros, una serpiente o dragón mordiendo su propia cola, rodeando la pupila de su ojo izquierdo.

## Descendientes de Sigurd
La saga Ragnarssona þáttr cita que a la muerte de su padre, heredó Selandia, Escania, Halland, las islas danesas y Viken. Se casó con Blaeja (o Heluna), la hija del rey Aelle de Northumbria y tuvieron tres hijos:
- Harthacnut.
- Aslaug (n. 800), que tomó el nombre de su abuela.
- Thora (n. 796).

Junto a sus hermanos Björn Ragnarsson y Hvitsärk, una vez habían finalizado sus incursiones en Francia y tras el regreso de Björn a su hogar en Suecia, fueron atacados por el emperador Arnulfo de Carintia. En la batalla 100.000 daneses y noruegos cayeron, incluido Sigurd y el rey Guðrøðr. 

### Harthacanut y su hijo Gorm
Harthacanut sucedió a Sigurd como rey de Selandia, Escania y Halland, pero perdió Viken. Fue el padre de Gorm el Viejo, rey de Dinamarca. Gorm superó a su padre como rey y se casó con Thyra Danebod, hija del caudillo de Jutlandia Harald Klak. Cuando Harald murió, Gorm tomó su territorio y unificó el reino.

### Aslaug y su hijo Sigurd Hart
Aslaug se casó con Helgi (el bis-bis-nieto del rey Ring de Ringerike) de la dinastía Dagling y tuvo un hijo Sigurd Hart, quien se casó con Ingeborg, la hija del caudillo de Jutlandia Harald Klak. Sigurd Hart e Ingeborg tuvieron como hijos a Guttorm y Ragnhild. Cuando su tío Fróði de Ringerike murió, Sigurd Hart fue a Noruega para sucederle como rey.
Las sagas Ragnarssona þáttr y Heimskringla

 relatan que un berserker de Hadeland llamado Haki asesinó a Sigurd Hart, pero perdió una mano en la lucha. Entonces Haki fue a la residencia de Sigurd en Stein y tomó a sus hijos Ragnhild y Guttorm. Haki regresó con los niños y el botín a Hadeland. Antes de que Haki se recuperase sus heridas y pudiera casarse con Ragnhild (que tenía 15 años), fue capturada por segunda vez por Halfdan el Negro. Halfdan y Ragnhild fueron los padres de Harald I de Noruega.

### Thora y su hijo Ingjald Helgasson
Thora se casó con Helgi Olafsson (n. 795), hijo de Olaf Geirstad-Alf, y emigró a Irlanda. Fruto de esa relación nació Ingjald Helgasson, un poderoso caudillo del reino de Dublín, padre de Olaf el Blanco.

## Gesta Danorum
Saxo Grammaticus en su Gesta Danorum menciona a Sigurd como el rey Sivard.